# Thường phi
Thường phi Hách Xá Lý thị (chữ Hán: 常妃赫舍里氏; 31 tháng 12 năm 1808 - 7 tháng 10 năm 1860), là một phi tần của Thanh Tuyên Tông Đạo Quang Hoàng đế.

## Tiểu sử
Hách Xá Lý thị sinh ngày 15 tháng 11 (âm lịch) năm Gia Khánh thứ 13, xuất thân Mãn Châu Tương Lam kỳ. Cha bà là Dung Hải (容海), nguyên nhậm Bố chính sứ, cưới 2 chính thê; một là con gái thứ hai của Quốc Tử giám Tư nghiệp Ba Đống (巴栋) của Hồng Cáp Lạt Đặc thị, sau cưới con gái thứ năm của Đạo viên Kỳ Minh (奇明) thuộc Y Nhĩ Căn Giác La thị. Bà có hai người chị, một gả cho Mãn Châu Tương Lam kỳ Viên ngoại lang Niên Trường A (年长阿), người kia gả cho Mông Cổ Chính Bạch kỳ Tổng binh, Nội vụ phủ Đại thần Lân Tường (麟翔).
Căn cứ tư liệu trước mắt có được, Hách Xá Lý thị nhập cung vào đợt tuyển tú đầu tiên triều Đạo Quang, là năm Đạo Quang thứ 2 (1822), và được sơ phong Thường Quý nhân (常貴人). Phong hiệu "Thường", có Mãn văn là 「Entehenge」, ý là "Vĩnh cửu" cư tại Diên Hy Cung.
Năm Đạo Quang thứ 30 (1850), Hàm Phong Đế đăng cơ, tấn tôn làm Hoàng khảo Thường tần (皇考常嬪). Năm Hàm Phong nguyên niên (1851), ngày 15 tháng 3 (âm lịch), hành lễ tấn tôn. Sách văn viết:
| “                                | 椒涂表德。备谦顺以凝厘。兰殿延庥。承坤元而著媺。载扬休问。聿贲彝章。皇考常贵人。赋性安贞。持躬温淑。动循内则。奉巾帨以无愆。誉譪掖庭。佩珩璜而有节。宜加显号。用表令仪。谨以金册尊封为皇考常嫔。于戏。瑶函焕采。褕衣特灿于云章。玉篆敷文。宝册常辉于锦字。谨言。 . Tiêu đồ biểu đức. Bị khiêm thuận dĩ ngưng li. Lan điện duyên hưu. Thừa khôn nguyên nhi trứ 媺. Tái dương hưu vấn. Duật bí di chương. Hoàng khảo Thường Quý nhân. Phú tính an trinh. Trì cung ôn thục. Động tuần nội tắc. Phụng cân thuế dĩ vô khiên. Dự 譪 dịch đình. Bội hành hoàng nhi hữu tiết. Nghi gia hiển hào. Dụng biểu lệnh nghi. Cẩn dĩ kim sách, tôn phong vi Hoàng khảo Thường tần. Vu hí! Dao hàm hoán thải. Du y đặc xán vu vân chương. Ngọc triện phu văn. Bảo sách thường huy vu cẩm tự. Cẩn ngôn. | ” |
| — Sách tôn Hoàng khảo Thường tần | |   |

Sau khi cuộc Chiến tranh Nha phiến lần thứ nhất kết thúc, Liên quân Anh Pháp tiếp tục tấn công Bắc Kinh. Hàm Phong cùng với các hậu phi, Hoàng tử và các vương công đại thần lúc này đã dời Tử Cấm Thành tới sơn trang Thừa Đức tị nạn. Năm 1860, chúng cho đốt phá vườn Viên Minh, là “Vạn viên chi viên” của Trung Quốc bấy giờ.
Năm Hàm Phong thứ 10 (1860), ngày 23 tháng 8 (âm lịch), Thường tần vì kinh hãi mà đột tử, hưởng thọ 53 tuổi. Hàm Phong Đế cho táng tạm an ở Điền thôn. Năm thứ 11 (1861), ngày 26 tháng 2 (âm lịch), phụng di đến Tây điện ở Mộ Đông lăng (慕東陵) ở Thanh Tây lăng. Cùng năm đó, Đồng Trị Đế nối ngôi, lấy lý do bà là một trong những người hầu phụng Đạo Quang Đế lâu nhất, nên ngày 22 tháng 10 ra chỉ truy tôn cho bà làm Hoàng tổ Thường phi (皇祖常妃).
Năm Đồng Trị thứ 2 (1863), ngày 2 tháng 9 (âm lịch), đem táng vào địa cung của Mộ Đông lăng.

## Nghi vấn
Có một vấn đề từng tồn tại trong nghiên cứu hồ sơ cung đình thời Thanh, chính là liên hệ giữa Trân tần Hách Xá Lý thị cùng Thường phi Hách Xá Lý thị, vì có thể rằng hai người vốn là một người. Điều này được học giả nghiên cứu thời Thanh tên Từ Quảng Nguyên (徐广源) duy trì nhận định, ngoài cùng họ Hách Xá Lý thị, ông còn lấy ngày sinh của cả hai, tức cùng là "Ngày 15 tháng 11, giờ Tỵ" làm chứng cứ nhận định.
Theo sử thư thời trước ghi lại, Trân tần Hách Xá Lý thị, vào cung sơ phong Quý nhân, Đạo Quang năm thứ 5 tấn phong Trân tần, cùng năm tấn Trân phi, sang năm thứ 6 lại giáng vị Trân tần. Từ đó ký lục hoàn toàn không có, cũng không ghi lại việc nhập vào Hoàng lăng. Thường phi Hách Xá Lý thị, vào cung sơ phong Quý nhân, toàn bộ sự kiện thời Đạo Quang không hề được ghi lại, đến thời Hàm Phong rồi Đồng Trị mới ghi chép việc tôn phong và truy tặng.
Đối với "Trân tần" cùng "Thường phi", các học giả trước đây đều cho rằng cả hai là hai người khác nhau. Mặt khác, các học giả lại tranh luận vì điều gì mà Trân tần lại không được táng vào Hoàng lăng. Bọn họ cho rằng, từ năm Đạo Quang thứ 9, Trân tần đã không có ký lục, chắc hẳn đã qua đời. Mà dựa theo chế độ triều Thanh, sau khi chết không được tiến vào Hoàng lăng, tức là phạm đại tội. Có hai loại nguyên nhân: ly dị, như Phế hậu Tĩnh phi; thứ nữa là đột tử, như Trân phi của Thanh Đức Tông, bà ban đầu chỉ táng tạm ở Ân Tế trang, sau đó do ảnh hưởng của Cẩn phi mới được cải táng vào Sùng lăng.
Gần đây, học giả Từ Quảng Nguyên cùng Thiện Phổ (善浦) đã tiến hành nghiên cứu các bản chép tạp đương, xác định gia thế của Trân tần rằng "Mãn Châu Tương Lam kỳ, con gái Bố chính sứ Dung Hải, mẹ là Y Nhĩ Căn Giác La thị", hơn nữa còn tìm thấy ngày sinh cùng giờ sinh của Trân tần và Thường phi đều cùng với nhau không sai biệt. Tuy vậy, bản tạp đương là dựa vào bản gốc chép lại, nên phát sinh vấn đề, một sao ra rằng năm sinh của Trân tần và Thường phi là cùng năm Đạo Quang thứ 11, còn một lại phiên ra Trân tần sinh năm Đạo Quang thứ 11, còn Thường phi sinh năm Đạo Quang thứ 13, niên đại bất đồng.
Gần đây, có một công bố về một tài liệu tên Thuận Thiên hương Thí xỉ lục (顺天乡试齿录), ghi chép lại cuộc Thi hương thời đầu năm Đồng Trị, có ghi lại một thí sĩ tên Hách Xá Lý Thị Bỉnh Ngọc (赫舍里氏炳玉), là cháu của "Thọ Khang cung Thường tần", đây hẳn là cháu trai của Thường phi. Điều đáng nói là, tổ phụ của Bỉnh Ngọc tên Dung Hải, là Mãn Châu Tương Lam kỳ Bố chính sứ, có kế thê Y Nhĩ Căn Giác La thị, đây là thông tin mà tạp đương ghi về gia thế của Trân tần. Đến đây, từng có suy luận rằng Trân tần cùng Thường phi là chị em ruột trong cùng một gia tộc. Tuy vậy, tài liệu ghi rất rõ Dung Hải chỉ có ba con gái, 2 người kia đều không nhập cung, duy chỉ có vị út là "Thọ Khang cung Thường tần" mà thôi. Điều này tăng thêm căn cứ rằng, Trân tần và Thường phi là một người.